# Фултон (Канзас)
Фултон (англ. Fulton) — місто (англ. city) в США, в окрузі Бурбон штату Канзас. Населення — 165 осіб (2020).

## Географія
Фултон розташований за координатами 38°0′35″ пн. ш. 94°43′11″ зх. д. / 38.00972° пн. ш. 94.71972° зх. д. (38.009793, -94.719756).  За даними Бюро перепису населення США в 2010 році місто мало площу 0,48 км², уся площа — суходіл.

## Демографія
Згідно з переписом 2010 року, у місті мешкали 163 особи в 63 домогосподарствах у складі 45 родин. Густота населення становила 336 осіб/км².  Було 84 помешкання (173/км²).
Расовий склад населення:
| - 90,2 % — білих - 3,7 % — корінних американців - 0,6 % — чорних або афроамериканців - 1,2 % — осіб інших рас |

До двох чи більше рас належало 4,3 %. Частка іспаномовних становила 5,5 % від усіх жителів.
За віковим діапазоном населення розподілялося таким чином: 22,7 % — особи молодші 18 років, 63,2 % — особи у віці 18—64 років, 14,1 % — особи у віці 65 років та старші. Медіана віку мешканця становила 40,5 року. На 100 осіб жіночої статі у місті припадало 103,8 чоловіків;  на 100 жінок у віці від 18 років та старших — 103,2 чоловіків також старших 18 років.
Середній дохід на одне домашнє господарство  становив 72 543 долари США (медіана — 27 083), а середній дохід на одну сім'ю — 85 971 долар (медіана — 26 250). За межею бідності перебувало 34,3 % осіб, у тому числі 11,4 % дітей у віці до 18 років та 26,3 % осіб у віці 65 років та старших.
Цивільне працевлаштоване населення становило 41 осіб. Основні галузі зайнятості: виробництво — 41,5 %, транспорт — 14,6 %, роздрібна торгівля — 14,6 %.